# Плейнвілл (Массачусетс)
Плейнвілл (англ. Plainville) — місто (англ. town) в США, в окрузі Норфолк штату Массачусетс. Населення — 9945 осіб (2020).

## Демографія
Згідно з переписом 2010 року, у місті мешкали 8264 особи в 3303 домогосподарствах у складі 2205 родин. Було 3482 помешкання
Расовий склад населення:
| - 94,2 % — білих - 3,1 % — азіатів - 1,1 % — чорних або афроамериканців - 0,1 % — корінних американців |

До двох чи більше рас належало 1,1 %. Частка іспаномовних становила 1,8 % від усіх жителів.
За віковим діапазоном населення розподілялося таким чином: 23,1 % — особи молодші 18 років, 63,4 % — особи у віці 18—64 років, 13,5 % — особи у віці 65 років та старші. Медіана віку мешканця становила 40,4 року. На 100 осіб жіночої статі у місті припадало 95,9 чоловіків;  на 100 жінок у віці від 18 років та старших — 92,2 чоловіків також старших 18 років.
Середній дохід на одне домашнє господарство  становив 101 992 долари США (медіана — 93 889), а середній дохід на одну сім'ю — 121 772 долари (медіана — 107 939). Медіана доходів становила 70 625 доларів для чоловіків та 53 318 доларів для жінок. За межею бідності перебувало 6,2 % осіб, у тому числі 6,1 % дітей у віці до 18 років та 9,7 % осіб у віці 65 років та старших.
Цивільне працевлаштоване населення становило 5277 осіб. Основні галузі зайнятості: освіта, охорона здоров'я та соціальна допомога — 22,7 %, науковці, спеціалісти, менеджери — 16,4 %, роздрібна торгівля — 11,4 %, будівництво — 8,7 %.